# Dominik Duda
Dominik Duda – polski funkcjonariusz służb specjalnych, od 2016 zastępca szefa Agencji Wywiadu w stopniu pułkownika.

## Życiorys
Jest absolwentem stosunków międzynarodowych na Uniwersytecie Warszawskim (1996–2001), studiów podyplomowych z zakresu bezpieczeństwa międzynarodowego na Wojskowej Akademii Technicznej w Warszawie (2002–2004) oraz z zakresu terroryzmu na University of St Andrews w Edynburgu (2006–2007). Służbę w wywiadzie rozpoczął w 2002. Do 2006 związany z Biurem Informacyjnym AW. Od 2007 naczelnik wydziału w Biurze Operacyjnym AW, a od 2008 zastępca dyrektora Biura Operacyjnego. W latach 2010–2016 zastępca dyrektora Biura Informacyjnego AW.
Jest autorem publikacji Terroryzm Islamski wydanej przez Wydawnictwo Uniwersytetu Jagiellońskiego (2002).

## Publikacje
- Dominik Duda, Terroryzm islamski, wyd. 1, Kraków: Wydawn. Uniwersytetu Jagiellońskiego, 2002, ISBN 83-233-1550-7, OCLC 50124408. Brak numerów stron w książce
- Dominik Duda, Case Teaching in der politikwissenschaftlichen Lehre, „Zeitschrift für Politikwissenschaft”, 27 (2), 2017, s. 259–272, DOI: 10.1007/s41358-017-0098-8 [dostęp 2022-06-21] (niem.).
- Dominik Duda, Nowa wojna z terroryzmem, [w:] Islam a terroryzm, Warszawa: "Dialog", 2003, s. 257-284, ISBN 83-88938-44-4, OCLC 54767639.???
- Danuta Cholewa i inni red., DFKompetent : poradnik dla działaczy/działaczek kół DFK : praca zbiorowa = Leitfaden für die DFK's : Gruppenarbeit. Cz. 3, Gliwice: Dom Współpracy Polsko-Niemieckiej, 2021, ISBN 978-83-67105-01-9, OCLC 1303141692. Brak numerów stron w książce

## Odznaczenia
- Złoty Krzyż Zasługi[1]
- Srebrny Krzyż Zasługi[1]
- Brązowy Medal za Długoletnią Służbę[1]
- Order Krzyża Orła III klasy (Estonia, 2024)[2]